# Anders Paulsson
Dag Anders Paulsson, född 14 oktober 1961, är en svensk sopransaxofonist.
Efter studier på Adolf Fredriks musikklasser i Stockholm har Anders Paulsson som Fulbrightstipendiat utbildats vid Manhattan School of Music, USA, Kungliga Musikhögskolan i Stockholm och vid Conservatoire National de Bordeaux i Frankrike.
Efter debuten 1992 i Carnegie Hall har Anders Paulsson genomfört hundratals konserter på sitt instrument som solist i 22 länder.
Anders Paulsson har uruppfört och tillägnats musik av Sven Hagvil, Charlotte Hasselqvist, Jörgen Dafgård, Anders Eliasson, David Chaitkin, Nils Lindberg, B. Tommy Andersson, Björn Kruse, Victoria Power, Sven-David Sandström, Frida Matsdotter, Ingvar Lidholm, Kari Baek, Martin Möller, Stella Sung, Pelle Olofson, Peeter Vähi, Ingvar Karkoff, Niklas Breman, Fredrik Högberg, David Chaitkin,  Håkan Carlsson, Björn J:son Lindh, Joakim Unander, Bo Hansson, Svante Henryson, Jonathan Sheffer, Rich de Rosa, Jan Ferm, Anders Nilsson, Chris DeBlasio, Roger Kellaway, Joakim Unander, Björn Hallmann, Judith Cloud, David Conte, Gerald Busby, Tania French, Chris DeBlasio, Rayner Brown, Tom Pierson, Roop Verma & James Slater.
Anders Paulsson är sannolikt den förste musikern i världen med en solistkarriär på detta i klassiska konsertsammanhang sällsynta instrument.
Han har framträtt som solist med Sankt Petersburg Philharmonic, Estonian National Symphony Orchestra, Kungliga Filharmonikerna, Sveriges Radios symfoniorkester, Radiokören och samarbetat med artister som Anne Sofie von Otter, Gustaf Sjökvist, Håkan Hagegård, Gary Graden, Karin Oldgren, Gunnar Idenstam, Andrew Canning, Real Group, Olle Persson. 
Anders Paulssons kompositioner för kör, sopransax & orgel finns utgivna på Gehrmans Musikförlag.
Som jazzmusiker har han samarbetat med Red Mitchell, Randy Brecker, Jan Allan, Esbjörn Svensson, Roger Kellaway, Nils Lindberg och Alice Babs.

## Priser och utmärkelser
- 2012 – Litteris et Artibus
- ITT International Fellowship 1984-1986
- Golden Clapperboard for best film music 1994 together with Johan Söderqvist.
- Fulbright Alumni Award 2019

## Diskografi
- 1988 – In a Sentimental Mood – a Tribute to Duke Ellington (LCM Records)
- 1991 – Anders Paulsson in Concert (LCM Records)
- 1992 – Lindberg – Mitchell – Paulsson (LCM Records)
- 1994 – Spirituals (BIS Records)
- 1995 – Musica Sacra (Opus 3 Records)
- 1996 – Transcendencies (Society of Composers)
- 1997 – Midsummer Night’s Mass (Warner Atrium)
- 1998 – Danjugan Sanctuary (Sittel Records)
- 1999 – 21st Century Swedish Composers (Intim Musik)
- 2001 – A Date with a Soprano Saxophone (Caprice Records)
- 2004 – Hymn to Life (Caprice Records)
- 2006 – Anders Paulsson Live! (Itunes)
- 2007 – Nils Lindberg – Mythological Portraits (Swedish Society Discofil)
- 2008 – Paulsson & Canning play Gershwin (Itunes)
- 2009 – Reflections (Phono Suecia)
- 2012 – Solitude (Footprint Records)
- 2012 – Swedish Soprano Saxophone Concertos (Phono Suecia)
- 2014 – Milonga for 3, Serpent
- 2014 – Danjugan Sanctuary with Frank Ådahl (Itunes)
- 2017 – Kalevi AHO Concerto for Soprano Saxophone (BIS Records)
- 2017 – Guardian Angel, with Pål Svenre (Itunes)